# 弗里蒙特 (印第安納州)
弗里蒙特（英語：Fremont）是一個位於美國印地安納州斯托本縣的城鎮。

## 人口
根據2010年美國人口普查的數據，弗里蒙特的面積為8.08平方千米，當中陸地面積為8.05平方千米，而水域面積為0.03平方千米。當地共有人口2138人，而人口密度為每平方千米265人。